# Indian River County
Indian River County är ett administrativt område (county) i delstaten Florida, USA, med 138 028 invånare (2010). Den administrativa huvudorten (county seat) är Vero Beach. 

## Geografi
Enligt United States Census Bureau har countyt en total area på 1 598 km². 1 304 km² av den arean är land och 294 km² är vatten.

### Angränsande countyn
- Brevard County, Florida – nord
- St. Lucie County, Florida – syd
- Okeechobee County, Florida – sydväst
- Osceola County, Florida – väst